# Scaphopetalum longepedunculatum
Scaphopetalum longepedunculatum är en malvaväxtart som beskrevs av Maxwell Tylden Masters. Scaphopetalum longepedunculatum ingår i släktet Scaphopetalum och familjen malvaväxter. Inga underarter finns listade i Catalogue of Life.